# 주월한국군사원조단
주월한국군사원조단(駐越韓國軍事援助團) 혹은 비둘기부대는 주월한국군사령부 예하  단급 합동 민사 및 심리전부대로, 1965년 3월 16일부터 1973년 3월 7일까지 2913일동안 베트남 공화국 사이공에 주둔했었다.
1965년 제6사단 사령부에서 "주월한국군사원조단"으로서 창설되었다. 2월 5일, 결단식을 마치고 출전하였다. 베트남 공화국 제3군단 책임 지역인 사이공에서 동북 22 km에 있는 디안에 본부를 차린 뒤, 민사와 심리전을 수행하였다. 9월 25일, 주월한국군사령부가 창설되면서, 다른 부대들과 함께 주월한국군사령부에 배속되었으며 "건설지원단"으로 개명되었다.
주둔하는 동안, 베트남 인민군의 제6, 7사단, 제84포병연대과 남베트남 민족해방전선 제165연대의 위협에 대응하기 위해 자체 경비병력을 운용하였다.

## 편성
- 단 본부
  - 본부근무대
  - 통신근무대
  - 병기근무대
  - 병참근무대
  - 의무근무대
  - 헌병대
- IMAO 파견 연락 장교단
- 태권도 교관단
- 제101경비대대; 1965년 ~ ?[2]
- 제103공병대대; 1970년 5월 ~ 1972년 3월 12일
  - 제1독립해병공병중대; 1966년 6월 1일 ~ 1972년 3월 12일
- 제127공병대대 (제1101공병단); 1965년 1월 27일 ~ ?[3]
- 제1이동외과병원(제201이동외과병원으로 개명); 1964년 7월 18일 ~ 1973년 3월 7일[4]
- 제209이동외과병원; 1966년 ~ ?
- 수송자동차중대
- 해군수송전대

## 지휘관
| # | 계급 | 성명   | 기수    | 취임            | 이임일          |
| - | ---- | ------ | ------- | --------------- | --------------- |
| 1 | 준장 | 문환   | 육사7기 | 1965년 1월 27일 | 1966년 1월 18일 |
| 2 | 준장 | 최영구 | 육사7기 | 1966년 1월 16일 | 1967년 1월 14일 |
| 3 | 준장 | 최일열 | 육사7기 | 1967년 1월 15일 | 1968년 4월 26일 |
| 4 | 준장 | 전자열 | 육사7기 | 1968년 4월 27일 | 1969년 3월 16일 |
| 5 | 준장 | 차규헌 | 육사8기 | 1969년 3월 17일 | 1970년 3월 16일 |
| 6 | 준장 | 김진구 | 육사8기 | 1970년 3월 17일 | 1971년 5월 30일 |
| 7 | 준장 | 광용철 | 육사9기 | 1971년 5월 27일 | 1972년 3월 14일 |

## 참고
1. ↑  “월남 파병 장병 환송”. e-영상역사관 (대한뉴스). 1965년 2월 13일. 2016년 4월 20일에 원본 문서에서 보존된 문서. 2016년 4월 5일에 확인함.
2. ↑  “제101경비대대”. 국방부 국사편찬연구소. 2016년 4월 2일에 원본 문서에서 보존된 문서. 2016년 12월 19일에 확인함.
3. ↑  “제127공병대대”. 국방부 국사편찬연구소. 2016년 4월 2일에 원본 문서에서 보존된 문서. 2016년 12월 19일에 확인함.
4. ↑  “제1 외동외과병원”. 국방부 국사편찬연구소. 2017년 12월 1일에 원본 문서에서 보존된 문서. 2016년 12월 19일에 확인함.

- “건설지원단 현황”. 국방부 국사편찬연구소. 2016년 4월 2일에 원본 문서에서 보존된 문서. 2016년 4월 5일에 확인함.
- “물어보세요! 베트남 전쟁과 한국군: 3-12) 제2차 파병(건설지원단)은 어떻게 이루어졌나?” (PDF). 국방부 국사편찬연구소. 2014년 4월 19일에 원본 문서 (PDF)에서 보존된 문서. 2011년 4월 23일에 확인함.